# Reserva Natural da Serra da Malcata
A Reserva Natural Serra da Malcata é uma área  protegida de Portugal, localizada na região da Beira Interior, abrangendo parte dos concelhos de Penamacor (Distrito de Castelo Branco) e Sabugal (Distrito da Guarda), junto à fronteira com a Espanha. Tem uma área de 16.348 ha.
A Serra da Malcata, abrangida pela reserva, é a sétima elevação de Portugal continental. Ali nasce o rio Bazágueda, afluente do Erges, parte da rede hidrográfica do Tejo. O relevo é ondulado, com presença de bosques e áreas de matagal mediterrâneo.
A reserva foi criada em 1981 para servir de santuário para o felino mais ameaçado do mundo, o lince-ibérico (Lynx pardinus). Actualmente acredita-se que o lince esteja quase extinto na reserva, ainda que a área possa no futuro ser utilizada como área de reintrodução.
Entre as espécies animais importantes presentes no parque encontram-se o gato-bravo (Felis silvestris silvestris), o javali (Sus scrofa), a raposa-vermelha (Vulpes vulpes), a gineta (Genetta genetta) e outros. Destaca-se a cegonha-preta (Ciconia nigra), uma espécie rara em Portugal. Todas as espécies de anfíbios existentes em Portugal continental estão representadas na reserva.
Ultimamente o corço (Capreolus capreolus) e o esquilo-vermelho (Sciurus vulgaris) regressaram à Serra da Malcata desde refúgios na Espanha.